# 布拉扬
布拉扬（法語：Braillans，法語發音：[bʁajɑ̃]）是法国杜省的一个市镇，属于贝桑松区。

## 地理
布拉扬（47°18'33"N, 6°5'24"E）面积1.95 平方千米，位于法国勃艮第-弗朗什-孔泰大區杜省，该省份为法国东部内陆省份，北起上索恩省，西接汝拉省，东部及东南部与瑞士接壤，东北部与贝尔福地区省接壤。
与布拉扬接壤的市镇（或旧市镇、城区）包括：维埃耶、蒂斯、马尔绍-绍德方丹。

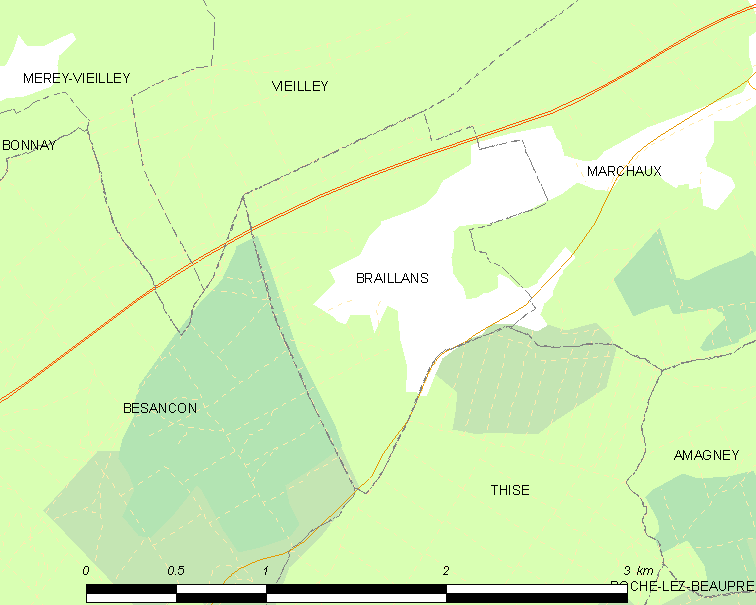
布拉扬的OSM定位图

布拉扬的时区为UTC+01:00、UTC+02:00（夏令时）。

## 行政
布拉扬的邮政编码为25640，INSEE市镇编码为25086。

## 政治
布拉扬所属的省级选区为贝桑松第四县。

## 人口

1962-2008年间布拉扬人口变化图示

布拉扬于2022年1月1日时的人口数量为205人。